# Atractus favae
Atractus favae este o specie de șerpi din genul Atractus, familia Colubridae, descrisă de Filippi 1840. Conform Catalogue of Life specia Atractus favae nu are subspecii cunoscute.